# Andreas von Kochtizky
Johann Andreas Freiherr von Kochtizky (* um 1568; † 1634 in Wien) war ein schlesischer Adliger und Landeshauptmann der böhmischen Fürstentümer Oppeln-Ratibor. Nach 1628 diente er im Dreißigjährigen Krieger als Oberst in schwedischen Diensten.

## Leben
Andreas von Kochtizky war der Sohn des kaiserlichen Kammerrats Johann von Kochtizky (1543–1591) und der Anna von Kalinowsky. Er entstammte einem vor allem in Oberschlesien ansässig gewesenen Adelsgeschlecht. Ab 1586 studierte er an der Universität Wittenberg und 1589 an der Universität Altdorf. Am 24. Januar 1589 veröffentlichte er bei Zacharias Lehmann in Wittenberg seine Schrift Oratio de lavde et utilitate ordinis. Um 1596 vollendete er den noch von seinem Vater begonnen großen Schloßbau in Koschentin und richtete dort die damals umfangreichste Privatbibliothek Schlesiens ein. Von seinem Vater erbte er die Herrschaft Lublinitz und über seine Ehefrau gelangte er an Turawa. Nachdem er 1617 die Herrschaft Cosel erwarb, zählte er zu den größten Grundbesitzern von Oberschlesien.
1610 wurde er in den Freiherrenstand erhoben. Vom 8. Oktober 1619 bis zum 8. November 1620 bekleidete er das Amt des Landeshauptmanns der böhmischen Erbfürstentümer Oppeln-Ratibor. Als überzeugter Protestant gehörte Kochtizky zu den Anhängern Friedrich V. von Böhmen, für den er Ende 1620 eine Delegation der schlesischen Stände zum polnischen Reichstag nach Warschau anführte. Als er 1626 die Festung Cosel an Johann Ernst von Sachsen-Weimar von der Protestantischen Union übergab, wurde er vom Landesherrn Kaiser Ferdinand II. des Landesverrats beschuldigt. Zusammen mit seinem Sohn Andreas verlor auf Befehl des Kaisers vom 12. Mai 1628 sein gesamtes Hab und Gut.
Beide traten daraufhin in schwedische Dienste. Andreas sen. nahm als Oberst an der Schlacht von Breitenfeld 1631 teil. Am 27. September 1632 übertrug ihm Gustav Adolf von Schweden den Auftrag, bei den schlesischen Ständen für Unterstützung zu werben. Während dieser Mission fiel er in die Hände der Kaiserlichen und wurde trotz seines Status als königlich schwedischer Kriegsrat nach Wien verbracht, wo er 1634 in Gefangenschaft verstarb. Sein Sarg wurde zwar nach Cosel überführt, durfte jedoch, weil er in der Acht verstorben war, nicht beigesetzt werden. Dies geschah erst nach der Eroberung Schlesiens unter preußischer Herrschaft nach 1742.
Andreas Freiherr von Kochtizky war verheiratet mit Barbara Katharina Freiin Sedlnitzky von Choltitz.